# Lolita Pille
Pour les articles homonymes, voir Pille (homonymie).
Lolita Pille est une romancière et scénariste française née le 27 août 1982 à Sèvres (Hauts-de-Seine).

## Biographie
Lolita Pille naît en 1982 à Sèvres, d'un père architecte d'origine bretonne et d'une mère comptable, d'origine vietnamienne mais elle passe son enfance à Boulogne-Billancourt. Après l'obtention, en 2001, de son baccalauréat littéraire au lycée Jean-de-La-Fontaine (Paris), elle étudie deux mois en faculté de droit à Assas puis quitte l'université pour se consacrer à l'écriture. La lecture de 99 Francs de Frédéric Beigbeder — roman auquel elle fait référence dans Hell (2002) — l'encourage dans sa vocation.
Publié en 2002 aux éditions Grasset, Hell, son premier roman, connaît un grand succès public : il est vendu à 170 000 exemplaires et traduit en cinq langues. Roman jugé scandaleux, il donne lieu à de nombreux articles critiques, dont certains très négatifs. 
Lolita Pille tire de ce premier roman le scénario du film du même nom, Hell, qui est réalisé par Bruno Chiche, avec les comédiens Sara Forestier et Nicolas Duvauchelle dans les rôles principaux. Ce film va susciter de nombreuses critiques négatives, et aura un succès mitigé.
Lolita Pille poursuit sa carrière littéraire et publie deux autres romans aux éditions Grasset, respectivement en 2004 et en 2008, Bubble gum et Crépuscule Ville. Dans ce dernier roman, elle joue avec les codes du polar et de la science fiction,. En 2019, elle publie son quatrième roman chez Stock, Eléna et les joueuses, après sept années de retraite littéraire dans la ville de Brest où vivent ses parents : de cette nouvelle parution, Frédéric Beigbeder écrit que « le retour de Lolita Pille, après onze ans d’absence, est une sorte de miracle ». Ce roman suscite, de nouveau, une réception contrastée.
En 2022, parait un nouveau roman intitulé Une Adolescente (Stock).
En 2023, elle annonce la création d'une "école d'écriture" en association avec son camarade John Jefferson Selve: l' Art littéraire. 

## Œuvre

### Publications
- Hell, Grasset, 2002  (ISBN 224663251X). Adapté au cinéma par Bruno Chiche en 2006 (voir : Hell).
- Bubble Gum, Grasset, 2004  (ISBN 2246644119).
- Crépuscule Ville, Grasset, 2008.
- Eléna et les Joueuses, Stock, 2019.
- Une Adolescente, Stock, 2022.

### Scénario
- 2007 : U.V., de Gilles Paquet-Brenner [15], également réalisatrice du making-of.